# Laysan-szigeti molnár nádiposzáta
A laysan-szigeti molnár nádiposzáta (Acrocephalus familiaris familiaris) egykor a hawaii szigetekhez tartozó Laysan szigetén volt honos. A faj sorsa akkor pecsételődött meg, amikor 1903-ban nyulakat engedtek a szigetre, amik tarra rágták a növényzetet, így a faj szaporodási helyét jelentő nádast is. Ráadásul kedvenc zsákmánya, az agrotis laysanensis is kipusztult. De a poszáta mellett a Laysan-vízicsibe és a laysani apapane is kipusztult.